# Lophacme digitata
Lophacme digitata är en gräsart som beskrevs av Otto Stapf. Lophacme digitata ingår i släktet Lophacme och familjen gräs. Inga underarter finns listade i Catalogue of Life.